# Zona di rift del Golfo di California

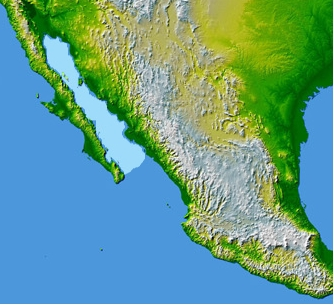
Il Golfo di California evidenziato in una mappa topografica della regione messicana.

La zona di rift del Golfo di California (in inglese Gulf of California Rift Zone) è l'estensione settentrionale della dorsale del Pacifico orientale e si estende per circa 1300 km, dall'entrata del Golfo di California all'estremità meridionale della faglia di Sant'Andrea, ossia fino alla depressione di Salton.
Quella del Golfo di California è una zona di rift ancora nella fase iniziale ed è quindi caratterizzata dalla presenza di faglie trasformi non interconnesse e di bacini isolati. Nella zona di rift del Golfo di California la crosta continentale originariamente parte della placca nordamericana è spinta da parte delle forze tettoniche e viene continuamente rimpiazzata dalla crosta oceanica appena formata e quindi dall'espansione del fondale marino. Il risultato del rifting è stato il passaggio della penisola della Bassa California alla placca pacifica.

## Lista delle faglie trasformi
Da nord a sud:
- Faglia di Imperial
- Faglia del Cerro Prieto
- Faglia di Ballenas
- Faglia di Partida
- Faglia di San Lorenzo
- Faglia di Guaymas
- Faglia di Carmen
- Faglia di Farallon
- Faglia di Atl
- Faglia di Pescadero
- Faglia di Tamayo

## Lista dei bacini
Da nord a sud:
- Zona sismica di Brawley
- Cerro Prieto
- Bacino di Wagner
- Bacino di Consag
- Bacino di Delfin
- Bacino di San Pietro Martire
- Bacino di Guaymas
- Bacino di Carmen
- Bacino di Farallon
- Bacino di Pescadero
- Bacino di Alarcón